# Dalila Abdulkadir
Dalila Abdulkadir Gosa (* 27. Juni 1998) ist eine bahrainische Leichtathletin äthiopischer Herkunft, die im Mittel- und Langstreckenlauf an den Start geht.

## Werdegang
Erste internationale Erfahrungen sammelte Dalila Abdulkadir im Jahr 2014, als sie bei den Arabischen Juniorenmeisterschaften in Kairo in 4:21,54 min die Goldmedaille im 1500-Meter-Lauf gewann. Anschließend startete sie über diese Distanz bei den Olympischen Jugendspielen in Nanjing und gewann dort in 4:18,36 min die Bronzemedaille. Im Jahr darauf gelangte sie bei den Crosslauf-Weltmeisterschaften 2015 in Guiyang nach 21:48 min auf den 28. Platz im U20-Rennen und im Mai siegte sie bei den erstmals ausgetragenen Jugendasienmeisterschaften in Doha in 4:19,95 min über 1500 Meter. Im Juli gewann sie dann bei den Jugendweltmeisterschaften in Cali in 4:13,35 min die Silbermedaille. 2016 siegte sie in 4:16,24 min bei den Arabischen-U20-Meisterschaften in Tlemcen und anschließend gewann sie bei den U20-Weltmeisterschaften in Bydgoszcz in 8:46,42 min die Silbermedaille im 3000-Meter-Lauf und gelangte über 5000 Meter mit 15:38,56 min auf Rang sieben. Bei den Crosslauf-Weltmeisterschaften 2017 in Kampala wurde sie in der Mixed-Staffel wegen eines Dopingverstoßes einer ihrer Mitstreiter disqualifiziert und im Mai belegte sie bei den Islamic Solidarity Games in Baku in 4:23,88 min den sechsten Platz über 1500 Meter. Anschließend kam sie bei den Asienmeisterschaften in Bhubaneswar nicht ins Ziel. Im Jahr darauf wurde sie bei den Halbmarathon-Weltmeisterschaften 2018 in Valencia nach 1:08:12 h Neunte und sicherte sich in der Teamwertung die Bronzemedaille hinter den Teams aus Äthiopien und Kenia. Im Dezember siegte sie in 2:25:35 h beim Saitama-Marathon. Es folgte eine vierjährige Wettkampfpause, ehe sie im Oktober 2023 in 2:26:46 h beim Chengdu-Marathon siegte.

## Persönliche Bestzeiten
- 1500 Meter: 4:09,58 min, 18. Juni 2016 in Stettin
- 3000 Meter: 8:46,42 min, 20. Juli 2016 in Bydgoszcz
- 5000 Meter: 15:10,79 min, 30. Juni 2016 in Barcelona
- Halbmarathon: 1:08:12 h, 24. März 2018 in Valencia
- Marathon: 2:25:35 h, 9. Dezember 2018 in Saitama